# Дальбергия притупленная
Дальбеpгия пpитупленная, или кокоболо (лат. Dalbergia retusa) — вид листопадных деревьев из рода Дальбергия семейства Бобовые.

## Описание
Растение представляет собой дерево маленького или среднего размера, достигающее в высоту 15—20 м. Ствол покрыт чёрной корой, растёт неравномерно, ветвится на небольшой высоте. Крона редкая. Непарноперистые переменностоящие листья на черешках имеют кожистые и блестящие закруглённые продолговатые листики длиной от 2,5 до 12 см.
Белые колоколообразные цветы зигоморфны, собраны в соцветия длиной от 4 до 18 см.

## Ареал
Растёт вдоль тихоокеанского побережья Мексики до Панамы на высоте от 50 до 300 м.

## Использование
Кокоболо называется также знаменитая древесина, которую дают несколько видов рода Дальбергия, из которых наиболее значимым является Dalbergia retusa.

## Систематика
Первое описание было опубликовано в 1878 году британским ботаником Уильямом Хемсли.